# Panphagia
Panphagia é um gênero de dinossauro sauropodomorfo encontrada na Formação Ischigualasto, na Argentina. Foi o ancestral mais antigo dos grandes dinossauros herbívoros quadrúpedes. Há uma única espécie descrita para o gênero Panphagia protos.